# 前田剛 (ラグビー選手)
前田 剛（まえだ ごう、1996年1月19日 - ）は、ジャパンラグビーリーグワンコベルコ神戸スティーラーズに所属するラグビー選手。

## プロフィール
- 兵庫県出身[1]。
- ポジションはフランカー(FL)。
- 身長 177 cm、体重 96 kg
- U20日本代表に選ばれたことがある[2]。
- ジュニア・ジャパンに選ばれたことがある[3]。

## 来歴
4歳からラグビーを始めた。
2014年、報徳学園高校卒業後、明治大学に入学する。なお報徳学園高校時代、主将を務めて、高校日本代表候補に選ばれたことがある。
2018年、明治大学卒業後、神戸製鋼コベルコスティーラーズ(現・コベルコ神戸製鋼スティーラーズ)に加入。
2022年1月29日に行われたJAPAN RUGBY LEAGUE ONE第4節埼玉ワイルドナイツ戦にて途中出場で公式戦初出場を果たした。